# 斉藤安代
斉藤 安代（さいとう やすのり、1927年9月14日 - 2005年4月6日）は、日本の映画プロデューサー、民間放送局経営者である。東映東京撮影所の企画部から日本教育テレビ（現在のテレビ朝日）へ転身して以降、同社常務取締役、同社常勤監査役、静岡朝日テレビ代表取締役副社長等を歴任した。
東映時代、斎藤 安代とクレジットされた作品がある。インターネット・ムービー・データベースの表記 Yasuyo Saitô も、Movie Walker での読み「サイトウヤスオ」も、いずれも誤りである。

## 人物・来歴
1927年（昭和2年）9月14日、静岡県に生まれる。
第二次世界大戦後、旧制高等学校から東京大学文学部に入学、1949年（昭和24年）3月に卒業した。在学中は、学園民主化をめざし自治会結成に尽力した。
1952年（昭和27年）4月、設立1年後の東映に入社する。記録に残るもっとも古い作品は、1954年（昭和29年）7月13日公開の『とんち教室』（監督渡辺邦男）で、同作では松崎啓次（1905年 - 1974年）を筆頭にともに企画にクレジットされている。当時、満26歳であった。1955年（昭和30年）5月17日公開の『サラリーマン 目白三平』（監督千葉泰樹、主演笠智衆）およびその続篇として同年9月27日に公開された『続サラリーマン 目白三平』では、藤本真澄（1910年 - 1979年）、金子正且（1918年 - 2007年）という外部の先輩プロデューサーに伍す形で企画にクレジットされた。1956年（昭和31年）2月18日に公開されたシリーズ第1作『警視庁物語 逃亡五分前』（監督小沢茂弘）では、坪井與に次いで企画にクレジットされたが、同年12月11日公開のシリーズ第3作『警視庁物語 追跡七十三時間』（監督関川秀雄）で一本立ちした。
1961年（昭和31年）6月23日に公開された『花と嵐とギャング』を、新東宝から移籍した石井輝男の「東映入社第一作」として、部下の吉田達（1935年 - ）とともに企画した。1963年（昭和38年）6月14日に公開された『警視庁物語 全国縦断捜査』（監督飯塚増一）以降4作は、部下の登石雋一（1932年 - 2012年）とともに企画にクレジットされた。吉田達はのちに東映ビデオ取締役となり、登石雋一はのちに東映化学工業（現在の東映ラボ・テック）の代表取締役社長となる人物である。同年、当時東映が筆頭株主であった日本教育テレビ（1959年2月1日開局）に出向した。同年に同社に入社した塙淳一（山形勲の長男）の回想によれば、邦画部長であった斉藤は、1966年（昭和41年）のある日、『ある勇気の記録』の原作を手渡し、｢君は独身だ､ 殺されるかもしれないが､ やってみるか｣ と打診したという。同作は、東映テレビプロダクション、中国放送との提携で製作された。
1970年代に入り、製作局長、途中、局長待遇の社長室長の時期を経て、編成局長を歴任する。1980年代には編成局担当常務取締役、次いで常勤監査役に就任する。1986年（昭和61年）には、『人間の約束』（監督吉田喜重）にテレビ朝日として製作出資し、製作に名を連ねる。同作は同年9月13日に公開された。その後、1991年（平成3年）までの時期に静岡県民放送（1978年7月1日開局）に転出し、代表取締役副社長に就任、静岡県広告協会の常任理事（1993年退任）を務めた。1993年（平成5年）10月1日、静岡県民放送は静岡朝日テレビと商号を変更している。
2005年（平成17年）4月6日、東京都町田市の病院で心不全のため死去した。満77歳没。

## フィルモグラフィ
特筆以外すべてのクレジットは「企画」である。東京国立近代美術館フィルムセンター（NFC）等の所蔵・現存状況についても記す。
- 『とんち教室』 : 監督渡辺邦男、主演岸井明、製作東映東京撮影所、配給東映、1954年7月13日公開 - 松崎啓次とともに企画
- 『サラリーマン 目白三平』 : 監督千葉泰樹、主演笠智衆、製作東映東京撮影所、配給東映、1955年5月17日公開 - 藤本真澄・金子正且とともに企画、100分の上映用プリントをNFCが所蔵[12]
- 『忍術三四郎』 : 監督小沢茂弘、主演波島進、製作東映東京撮影所、配給東映、1955年8月22日公開 - 坪井與とともに企画
- 『続サラリーマン 目白三平』 : 監督千葉泰樹、主演笠智衆、製作東映東京撮影所、配給東映、1955年9月27日公開 - 藤本真澄・金子正且とともに企画、96分の上映用プリントをNFCが所蔵[12]
- 『警視庁物語 逃亡五分前』 : 監督小沢茂弘、主演松本克平、製作東映東京撮影所、配給東映、1956年2月18日公開 - 坪井與とともに企画
- 『警視庁物語 魔の最終列車』 : 監督小沢茂弘、主演松本克平、製作東映東京撮影所、配給東映、1956年3月8日公開 - 坪井與とともに企画
- 『頑張れゴンさん』 : 監督津田不二夫、主演大友柳太朗、製作東映東京撮影所、配給東映、1956年4月19日公開
- 『忍術快男児』 : 監督河野寿一、主演波島進、製作東映東京撮影所、配給東映、1956年9月5日公開 - 吉野誠一・植木照男・小川貴也とともに企画
- 『夕日と拳銃 日本篇・大陸篇』 : 監督佐伯清、主演東千代之介、製作東映東京撮影所、配給東映、1956年9月18日公開 - マキノ光雄・坪井與・堀勇雄とともに企画、『夕日と拳銃』題・123分の上映用プリントをNFCが所蔵[5]
- 『警視庁物語 追跡七十三時間』 : 監督関川秀雄、主演永田靖、製作東映東京撮影所、配給東映、1956年12月11日公開
- 『警視庁物語 白昼魔』 : 監督関川秀雄、主演永田靖、製作東映東京撮影所、配給東映、1957年2月19日公開
- 『殺人者を逃すな』 : 監督小林恒夫、主演木村功、製作東映東京撮影所、配給東映、1957年6月4日公開 - 本田延三郎とともに企画
- 『警視庁物語 上野発五時三十五分』 : 監督村山新治、主演波島進、製作東映東京撮影所、配給東映、1957年8月28日公開
- 『警視庁物語 夜の野獣』 : 監督小沢茂弘、主演松本克平、製作東映東京撮影所、配給東映、1957年12月22日公開
- 『乱撃の七番街』 : 監督関川秀雄、主演波島進、製作東映東京撮影所、配給東映、1958年1月22日公開
- 『警視庁物語 七人の追跡者』 : 監督村山新治、主演堀雄二、製作東映東京撮影所、配給東映、1958年6月10日公開
- 『警視庁物語 魔の伝言板』 : 監督村山新治、主演堀雄二、製作東映東京撮影所、配給東映、1958年6月22日公開
- 『地獄の午前二時』 : 監督関川秀雄、主演中村賀津雄、製作東映東京撮影所、配給東映、1958年9月16日公開
- 『警視庁物語 顔のない女』 : 監督村山新治、主演南広、製作東映東京撮影所、配給東映、1959年2月18日公開 - 企画、83分の上映用プリントをNFCが所蔵[5]
- 『獣の通る道』 : 監督関川秀雄、主演高倉健、製作東映東京撮影所、配給東映、1959年2月24日公開
- 『国際スリラー映画 漂流死体』 : 監督関川秀雄、主演三国連太郎、製作東映東京撮影所、配給東映、1959年5月13日公開
- 『警視庁物語 一〇八号車』 : 監督若林栄二郎・村山新治、主演堀雄二、製作東映東京撮影所、配給東映、1959年6月9日公開
- 『警視庁物語 遺留品なし』 : 監督村山新治、主演南広、製作東映東京撮影所、配給東映、1959年9月15日公開 - 企画、66分の上映用プリントをNFCが所蔵[5]
- 『リスとアメリカ人 廃虚の銃声』 : 監督若林栄二郎、主演今井健二、製作東映東京撮影所、配給東映、1959年11月17日公開
- 『警視庁物語 深夜の130列車』 : 監督飯塚増一、主演堀雄二、製作東映東京撮影所、配給東映、1960年1月27日公開
- 『大いなる旅路』 : 監督関川秀雄、主演三国連太郎、製作東映東京撮影所、配給東映、1960年3月8日公開 - 岡田寿之とともに企画、95分の上映用プリントをNFCが所蔵[5]・2006年東映ビデオがDVD発売[8]
- 『消えた密航船』 : 監督村山新治、主演今井俊二、製作東映東京撮影所、配給東映、1960年5月3日公開
- 『警視庁物語 血液型の秘密』 : 監督飯塚増一、主演堀雄二、製作東映東京撮影所、配給東映、1960年6月7日公開
- 『警視庁物語 聞き込み』 : 監督飯塚増一、主演堀雄二、製作東映東京撮影所、配給東映、1960年6月21日公開
- 『姿なき暴力』 : 監督飯塚増一、主演水木襄、製作東映東京撮影所、配給東映、1960年12月6日公開
- 『警視庁物語 不在証明』 : 監督島津昇一、主演堀雄二、製作東映東京撮影所、配給東映、1961年1月26日公開
- 『警視庁物語 十五才の女』 : 監督島津昇一、主演堀雄二、製作東映東京撮影所、配給東映、1961年2月1日公開
- 『二人だけの太陽』 : 監督村山新治、主演水木襄、製作東映東京撮影所、配給東映、1961年2月14日公開 - 吉田達とともに企画
- 『花と嵐とギャング』 : 監督石井輝男、主演高倉健、製作ニュー東映東京撮影所、配給東映、1961年6月23日公開 - 吉田達とともに企画、83分の原版が現存・2012年東映ビデオがDVD発売[8]
- 『警視庁物語 十二人の刑事』 : 監督村山新治、主演堀雄二、製作ニュー東映東京撮影所、配給東映、1961年9月13日公開
- 『はだかっ子』 : 監督田坂具隆、主演有馬稲子、製作ニュー東映東京撮影所、配給東映、1961年11月22日公開 - 若槻繁とともに企画、146分の上映用プリントをNFCが所蔵[5]・2007年東映ビデオがDVD発売[8]
- 『湖畔の人』 : 監督佐伯清、主演鶴田浩二、製作ニュー東映東京撮影所、配給東映、1961年11月22日公開 - 吉田達とともに企画
- 『八人目の敵』 : 監督佐藤肇、主演梅宮辰夫、製作東映東京撮影所、配給東映、1961年12月15日公開
- 『恋と太陽とギャング』 : 監督石井輝男、主演高倉健、製作東映東京撮影所、配給東映、1962年3月21日公開 - 吉田達・片桐譲とともに企画、87分の上映用プリントをNFCが所蔵[5]・2012年東映ビデオがDVD発売[3][8]
- 『警視庁物語 謎の赤電話』 : 監督島津昇一、主演南広、製作東映東京撮影所、配給東映、1962年6月24日公開
- 『警視庁物語 19号埋立地』 : 監督島津昇一、主演南広、製作東映東京撮影所、配給東映、1962年7月29日公開
- 『東京アンタッチャブル』 : 監督村山新治、主演高倉健、製作東映東京撮影所、配給東映、1962年10月21日公開
- 『警視庁物語 全国縦断捜査』 : 監督飯塚増一、主演南広、製作東映東京撮影所、配給東映、1963年6月14日公開 - 登石雋一とともに企画、82分の上映用プリントをNFCが所蔵[5]
- 『警視庁物語 自供』 : 監督小西通雄、主演南広、製作東映東京撮影所、配給東映、1964年2月23日公開 - 登石雋一とともに企画
- 『東京アンタッチャブル 売春地下組織』 : 監督飯塚増一、主演大木実、製作東映東京撮影所、配給東映、1964年4月25日公開 - 登石雋一とともに企画
- 『警視庁物語 行方不明』 : 監督小西通雄、主演南広、製作東映東京撮影所、配給東映、1964年12月5日公開 - 登石雋一とともに企画

- 『人間の約束』 : 監督吉田喜重、主演三國連太郎、製作西友・テレビ朝日・キネマ東京、配給東宝東和、1986年9月13日公開 - 高橋松男・谷島茂之とともに製作、123分の上映用プリントをNFCが所蔵[5]・2013年松竹がDVD発売[3][8]

## ビブリオグラフィ
国立国会図書館蔵書等にみる論文等の書誌である。
- 「番組セミナー・ある勇気の記録」斉藤安代 : 『放送文化』第22巻第2号、日本放送出版協会、1967年2月発行、p.40.
- 日本民間放送連盟（編）「ずいひつ / 斉藤安代」『月刊民放』第22巻第8号、日本民間放送連盟、1992年8月1日、4頁、NDLJP:3471080/3。